# Alfred Herrmann (Historiker)

Alfred Herrmann

Alfred Herrmann (* 26. Dezember 1879 in Hohensalza; † 19. November 1960 in Berlin) war ein deutscher Historiker und Politiker der DDP.

## Leben und Beruf
Nach dem Abitur auf dem Gymnasium in Breslau studierte Herrmann, der römisch-katholischen Glaubens war, von 1899 bis 1903 in  Breslau und München Geschichte, Germanistik und Philosophie. Während seines Studiums wurde er 1899 Mitglied der KDStV Winfridia Breslau im CV. 1903 wurde er in Breslau zum Doktor der Philosophie promoviert. Drei Jahre später wurde er Privatdozent für neuere und mittlere Geschichte an der Universität Bonn. 1913 wurde er als Professor der Geschichte an die Königliche Akademie zu Posen berufen. Im Ersten Weltkrieg war er Leiter der Presseabteilung beim stellvertretenden Kommandeur des V. Korps in Posen. Nach Kriegsende war Herrmann Vorsitzender des Deutschen Volksrats Posen. 1924 wurde er Redakteur des Hamburger Fremdenblattes und 1927 Honorarprofessor für neuere Geschichte an der Universität Hamburg. 1933 legte er aus Protest gegen die Machtübernahme der Nationalsozialisten seine Lehrtätigkeit nieder und war nur noch publizistisch tätig. Bis Ende 1934 war Herrmann Hauptgeschäftsführer des Reichsverbandes der Deutschen Presse.
Nach dem Zweiten Weltkrieg war Herrmann von 1947 bis 1949 erneut als Honorarprofessor in Hamburg tätig, bevor er einen Ruf an die Technische Universität Berlin annahm. Dort trat er 1954 in den Ruhestand. Anfang der 1950er Jahre zählte er zu den Gründungsmitgliedern der Kommission für Geschichte des Parlamentarismus und der politischen Parteien mit Sitz in Bonn.

## Abgeordneter
Herrmann gehörte 1919/20 der Weimarer Nationalversammlung an.

## Ehrungen
- 1955: Großes Verdienstkreuz der Bundesrepublik Deutschland